# Matthew Prior
Matthew Prior (født 21. juli 1664 i Middlesex, død 18. september 1721 i Wimpole) var en engelsk digter.
Prior mistede tidlig sin fader og kom i huset hos en onkel, der havde et bekendt værtshus. Her så jarlen af Dorset ham, syntes godt om hans opvakte væsen og lod ham studere i Cambridge. Efter at have fuldendt sine studier vendte han tilbage til London, hvor han sluttede sig til Whiggerne og gjorde sig bekendt ved digtet: The City and Country Mouse (1687), en vittig parodi på Drydens Hind and Panther, skrevet sammen med Charles Montague, Lord Halifax. I 1700 blev han valgt ind i parlamentet, hvor han efter at have forladt Whiggerne sluttede sig til Torierne, der flere gange benyttede ham i diplomatiske sendelser, blandt andet gjorde ham til gesandt i Paris. Som digter er han en god repræsentant for sin tid. Han skriver letløbende vers om forskrllige emner, men uden nogen ejendommelighed; bedst er hans humoristiske og satiriske digte. Af enkelte digte kan foruden det ovennævnte anføres: Alma, or the Progress of the Mind, Solomon samt en omdigtning af den gamle folkevise The nutbrown maid under titelen Henry and Emma.